# Чепраков, Владимир Николаевич
Влади́мир Никола́евич Чепрако́в (5 августа 1969, Сторожевая, Ставропольский край — 2 марта 2001, Долаково, Ингушетия) — старший лейтенант ФСБ, участник Первой чеченской войны, Герой Российской Федерации (2001, посмертно).

## Биография
Родился 5 августа 1969 года в станице Сторожевая Зеленчукского района Карачаево-Черкесской автономной области. Русский. Через несколько лет семья переехала в село Вревское Кочубеевского района Ставропольского края, где Владимир окончил среднюю школу, а после работал чабаном и трактористом в местном колхозе «Заветы Ильича».
В 1987—1989 годах служил в Группе советских войск в Германии, после увольнения в запас вернулся на родину и продолжил работать в колхозе, одновременно окончил заочно Ставропольскую сельскохозяйственную академию, стал работать агрономом.
В 1995 году поступил на службу по контракту в Воздушно-десантные войска и был направлен в Чеченскую республику, где участвовал в первой чеченской войне и был награждён орденом Мужества в 1997 году.
В 1997 году поступил на службу в органы Управления Федеральной службы безопасности по Ставропольскому краю. Участвовал в операциях по ликвидации бандформирований на Северном Кавказе, в том числе в Чечне.
2 марта 2001 года при проведении спецоперации по поимке особо опасного боевика в посёлке Долаково Назрановского района Ингушетии, ворвавшись в группе захвата в дом, где находился боевик, Владимир увидел, что тот как щитом закрылся от пуль солдат собственной женой и тремя детьми, и угрожал взорвать всю семью гранатой. В какой-то момент боевик или бросил гранату на пол, или она выпала у него из руки. Владимир Чепраков упал на гранату и закрыл её своим телом, получив многочисленные тяжелые ранения. Через несколько часов от полученных ран он, не приходя в сознание, умер во время операции в госпитале.
Похоронен в селе Вревское Ставропольского края.
Указом Президента Российской Федерации от 9 апреля 2001 года за мужество и героизм, проявленные при выполнении воинского долга, старшему лейтенанту Чепракову Владимиру Николаевичу присвоено звание Героя Российской Федерации (посмертно).

## Признание
18 января 2002 года был упомянут как пример чёткой и профессиональной работы ФСБ в выступлении Президента РФ В. В. Путина на заседании коллегии ФСБ России.
Имя Героя в 2002 году присвоено средней школе № 10 села Вревское Ставропольского края, в которой он учился. На здании школы установлена мемориальная доска, а в школе действует школьный музей памяти В. Чепракова. В 2002 году улица в станице Барсуковская Кочубеевского района Ставропольского края названа именем Владимира Чепракова.
24-25 марта 2012 года в Ставрополе в спортивном зале института им. В. Д. Чурсина состоялся первый турнир-мемориал памяти героя России Владимира Чепракова по каратэ IKS.

## Семья
Жена — Чепракова Татьяна Николаевна.
Сыновья — Евгений и Алексей.
Дочь -от брака с Чепраковой Татьяной